# Клуб Атлетико Осасуна
Осасуна (пълно име Клуб Атлетико Осасуна, на испански: Club Atlético Osasuna) е испански футболен отбор от град Памплона. Създаден е през 1920 г. През сезон 2004 – 2005 г. едва се спасява от изпадане от Примера дивисион като завършва на 15-о място, но през сезон 2005 – 2006 г. под ръководството на мексикансия треньор Хавиер Агире постига своя най-голям успех като се класира на четвърто място в Примера дивисион и придобива правото за участие в квалификации за Шампионската лига.

## Успехи
- Копа дел Рей
  -  Финалист (1): 2022/23